# Stanisław Hozjusz
Stanisław Hozjusz herbu Hozyusz, (ur. 5 maja 1504 w Krakowie, zm. 5 sierpnia 1579 w Capranice) – polski humanista, poeta, sekretarz królewski Zygmunta I Starego od 1538 roku, sekretarz wielki koronny od 1543 roku, dyplomata, biskup chełmiński i warmiński, kardynał, teolog-polemista, jeden z czołowych przywódców polskiej i europejskiej kontrreformacji, przedstawiciel dyplomatyczny Rzeczypospolitej w Państwie Kościelnym w 1569 roku oraz Sługa Boży Kościoła katolickiego.

## Życiorys

### Młodość i edukacja
Urodził się w Krakowie w rodzinie mieszczańskiej, która przybyła do Polski z Pforzheim w Badenii. Jego ojciec Ulryk Hose był zarządcą mennicy w Wilnie, później zaś został także horodniczym i wojskim wileńskim. Matka Anna z domu Schlacke była wcześniej wdową po krakowskim kupcu Erhardzie Slakerze.
Początkowo pobierał nauki u prywatnych nauczycieli w Wilnie, gdzie spędził dzieciństwo. W 1519 chciał wstąpić do zakonu dominikanów, ale kategoryczny sprzeciw ojca pokrzyżował te plany. W lipcu 1519 zapisał się na wydział sztuk wyzwolonych Akademii Krakowskiej. Studiował tam półtora roku, gdyż już w grudniu 1520 zdobył bakalaureat sztuk. Przez kilka lat nauczał dzieci magnackie i szlacheckie na dworze biskupów krakowskich Jana Konarskiego i Piotra Tomickiego oraz wydawał własne drobne wiersze. Pisał głównie elegie i epigramy, w których sławił czołowe osobistości Rzeczypospolitej. Jego poezję cechuje żarliwość religijna. Należał wówczas do wielbicieli Erazma z Rotterdamu, lecz wkrótce erazmianizm w wydaniu hozjańskim nabrał wydźwięku antyluterańskiego.
W latach 1530–1534 dzięki wsparciu biskupa Tomickiego studiował teologię i prawo na uniwersytetach w Bolonii i Padwie zdobywając doktorat obojga praw. Jednym z jego nauczycieli prawa był Hugo Buoncompagni, późniejszy papież Grzegorz XIII. Po powrocie do kraju pracował w kancelariach biskupów krakowskich, a od 1538 jako sekretarz w kancelarii królewskiej, gdzie związał się z kanclerzem Samuelem Maciejowskim. Od 1543 jako sekretarz wielki prowadził sprawy związane z Prusami, wzmacniając tendencje unifikacyjne wobec Prus Królewskich.

### Duchowny
Mimo perspektyw kariery na drodze urzędniczo-politycznej obrał drogę kariery ściśle duchownej. Był posiadaczem wielu intratnych beneficjów kościelnych, takich jak kanonie: krakowska 1540, warmińska 1538, sandomierska 1542, probostw w Gołębiu i Radłowie oraz pomniejszych beneficjów w Wilnie, Wiślicy, Wieluniu, Trokach. W 1543 przyjął święcenia kapłańskie, mając już 39 lat. W 1549 dzięki zasługom w kancelarii królewskiej został 3 lutego nominowany przez Zygmunta Augusta biskupem chełmińskim, prowizję papieską otrzymał 12 lipca 1549. Zygmunt August chciał nominować Hozjusza od razu biskupem na Warmię, ale ponieważ Hozjusz nie posiadał indygenatu pruskiego, na skutek ostrego sprzeciwu stanów pruskich monarcha musiał ustąpić. W 1550 Hozjusz został także inkwizytorem dla diecezji pomezańskiej. Sakrę biskupią przyjął 16 marca 1550 w Krakowie. Na stolicy biskupiej chełmińskiej zasiadał bardzo krótko, gdyż w 1550 był posłem królewskim do cesarza Karola V i króla Czech Ferdynanda I, a już w 1551 został awansowany na biskupstwo warmińskie.
Szybko zyskał sławę jako katolicki teolog-polemista. Jego pisma będące owocem polemik z polskimi i niemieckimi ewangelikami odznaczały się erudycją, ciętością języka oraz kunsztowną łaciną. Hozjusz stał na gruncie ortodoksji katolickiej i bronił papiestwa. Dlatego też był przeciwnikiem liturgii w językach narodowych, posuwając się do zachwalania ignorancji ludu jako rzeczy pożytecznej, sprzyjającej pobożności (Godzi się li laikom…). Historycy Kościoła i teologowie zachodni oceniają, że Hozjusz nie był wybitnym teologiem, za to był zdolnym i pracowitym organizatorem. Wszystkie swoje działania w Polsce kierował przede wszystkim przeciwko reformacji, którą uważał za wielkie zło. O swoich oponentach nie potrafił myśleć dobrze – uważał, że protestanci są inspirowani przez diabła. Sprawców napaści na kościół ewangelicki w Krakowie (Tumult krakowski) pochwalił słowami: Czego nie śmiał ani król, ani biskupi to zrobić się ośmielili studenci akademii krakowskiej, godni wiekuistej pamięci, których chwałę cały Kościół sławić będzie.
Na synodzie piotrkowskim w 1551 nakłonił biskupów polskich do zaprzysiężenia ułożonego przez siebie Confessio fide catholicae Christiana (Wyznanie wiary katolickiej), które ukazało się drukiem po raz pierwszy w 1553 i jeszcze za życia autora doczekało się 30 wydań i wielu tłumaczeń. Confessio posiadało ważne znaczenie doktrynalne, gdyż sformułowało program odnowy w Kościele katolickim. Najważniejsze jego dzieła, takie jak Dialogus de eo num calicem laicis, uxores sacerdotibus permitti, ac divina officia vulgari lingua peragi fas sit (Dilinga 1558), De expresso Dei verbo… (Dilinga 1558), Confutatio "Prolegomenon" Brentii (Kolonia 1660) cieszyły się wielką poczytnością w całej Europie i osiągały znaczne ilości wydań, zwłaszcza w Niemczech i Francji. Dzieła te zostały przetłumaczone na język polski i wydane staraniem wydawnictwa Hosianum (Olsztyn, 2000). Prowadził polemiki z protestantami, zwłaszcza w Prusach (Toruń, Elbląg, Braniewo, Gdańsk). Uparcie zwalczał poglądy Andrzeja Frycza Modrzewskiego i przez interwencję Hozjusza pierwsze wydanie dzieła De Republica emendanda ukazało się bez dwóch najcenniejszych ksiąg. Hozjusz posunął się nawet do tego, że zorganizował nieudany zamach na Frycza (Frycz uskarża się na to w swym dziele "O Kościele księga druga").
W 1558 wyjechał do Rzymu, gdzie w kurii papieskiej, a następnie jako nuncjusz w Wiedniu (1560–1561) zabiegał o wznowienie soboru powszechnego. Był jednym z pięciu legatów papieskich na ostatnią sesję soboru trydenckiego i przewodniczył obradom soborowym. Na soborze był zdecydowanym przeciwnikiem ustępstw na rzecz protestantów i bronił pozycji Stolicy Apostolskiej.

### Kardynał

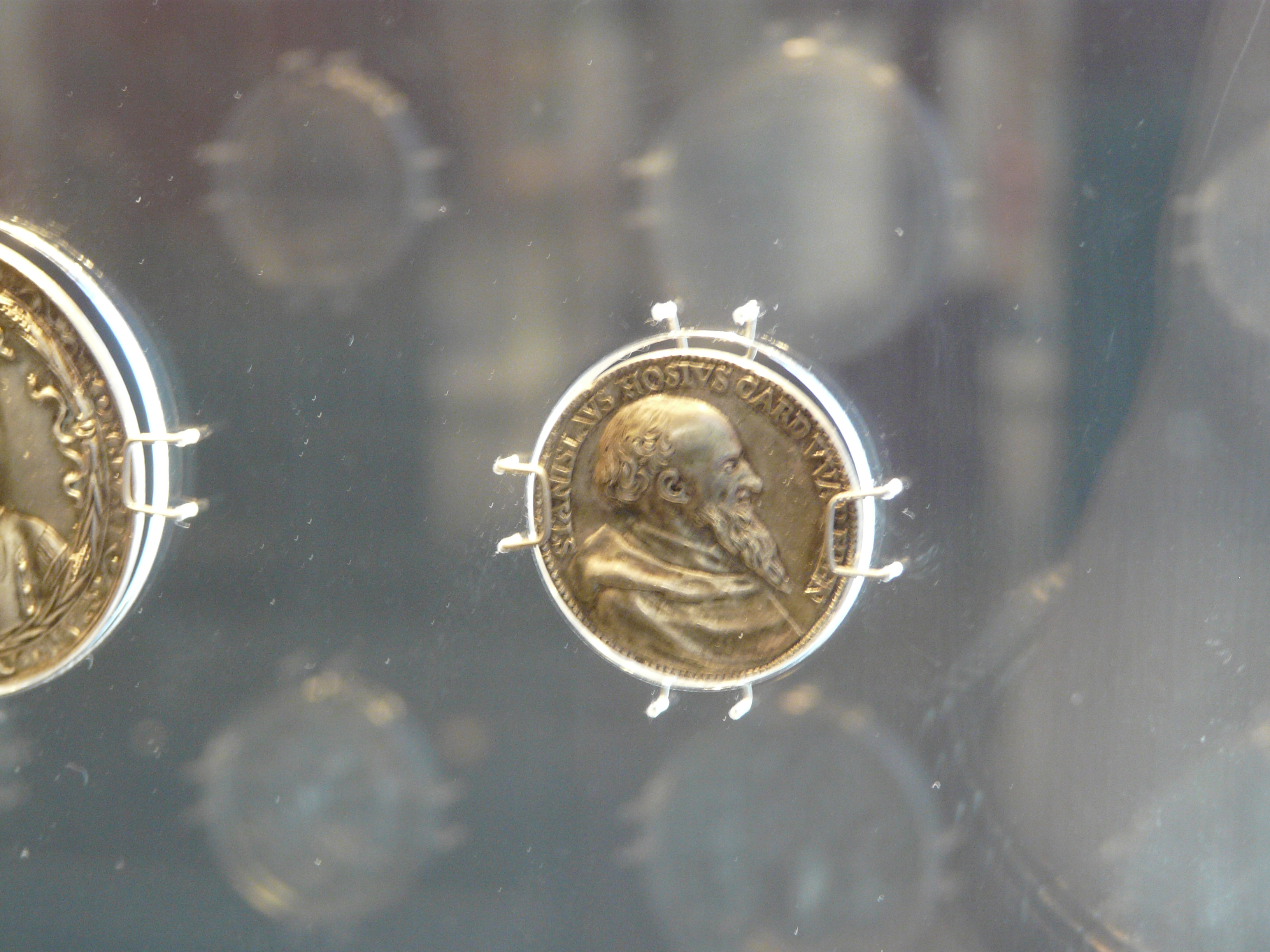
Medal Hozjusza z ok. 1561

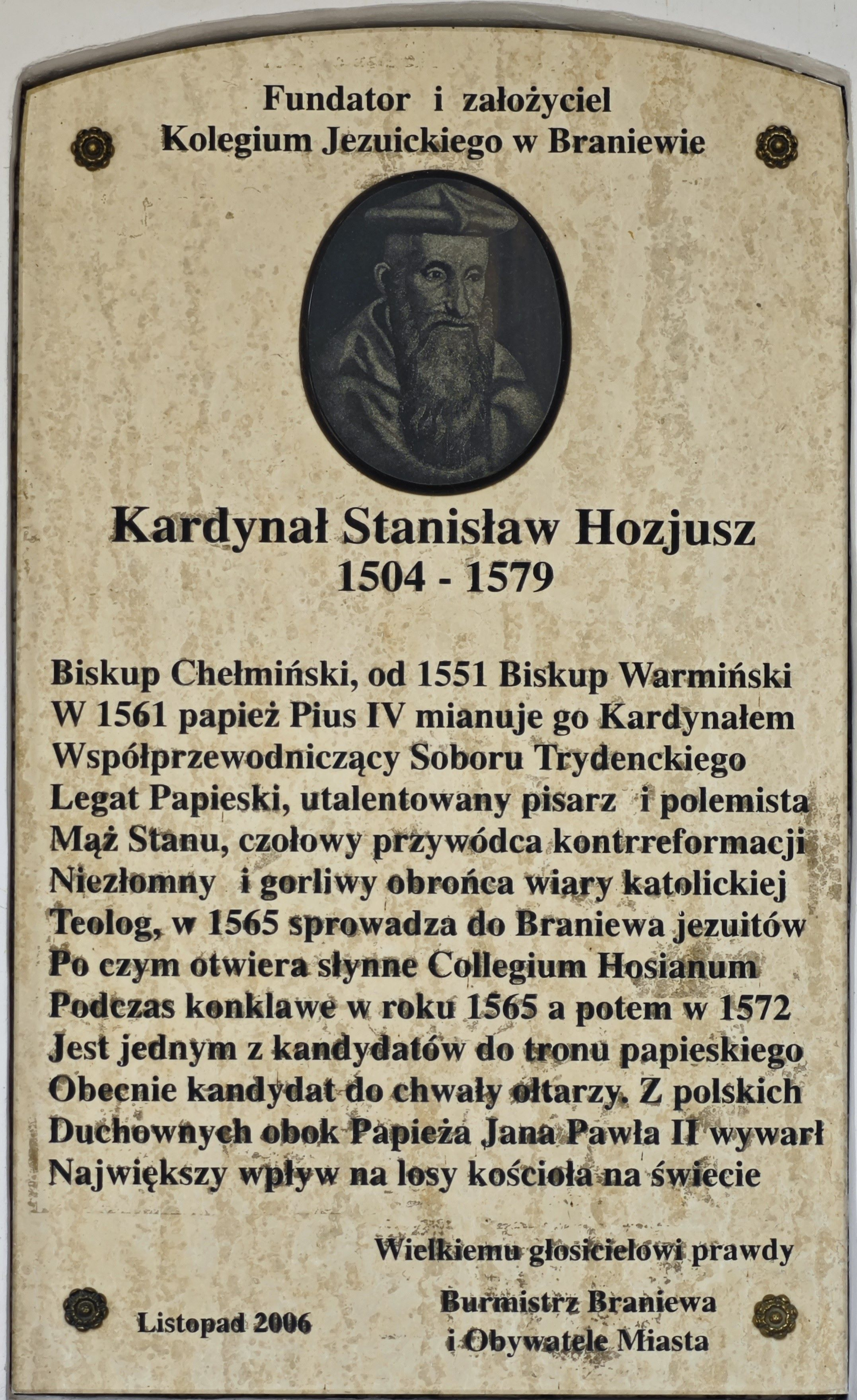
Tablica upamiętniająca Stanisława Hozjusza na budynku założonego przez kardynała w 1565 Collegium Hosianum w Braniewie, pierwszego na ziemiach polskich seminarium kształcącego przyszłych księży

W 1561 kreowany przez Piusa IV kardynałem, a w 1565 był nawet na konklawe jednym z liczących się kandydatów do tiary papieskiej. W kraju bezgraniczne oddanie papiestwu naraziło go na silną krytykę szlachty i niechęć króla. Nobilitację uzyskał dopiero w 1562. Wraz z nuncjuszem Giovannim Francesco Commendonim dążył do zreformowania w duchu uchwał trydenckich kościoła w Polsce. W 1564 na sejmie w Parczewie przyczynił się do przyjęcia uchwał trydenckich przez króla i senat. Przeciwstawiał się planom prymasa Jakuba Uchańskiego myślącego o utworzeniu kościoła narodowego.
W diecezji warmińskiej odbył w 1565 synod diecezjalny w Lidzbarku, zrewidował statuty kapituły, a w latach 1565–1572 przeprowadził wizytację generalną diecezji – pierwszą wizytację potrydencką na ziemiach polskich. W 1565 sprowadził do Braniewa jezuitów, którzy przejęli pofranciszkańskie obiekty i zorganizowali kolegium, a następnie seminarium duchowne. W 1566 po sekularyzacji metropolii ryskiej wystarał się dla diecezji warmińskiej o przywilej egzempcji. Jako prezes stanów pruskich odgrywał znaczącą rolę polityczną. Był zwolennikiem centralistycznej polityki Zygmunta Augusta, choć zraził do siebie miasta i część szlachty pruskiej. W 1566 stał na czele pierwszej komisji mającej opracować kodyfikację prawa chełmińskiego.
W latach 1569–1579 przebywał w Rzymie. Prowadził starania o spadek po królowej Bonie. Był członkiem kilku dykasterii rzymskich (Kongregacji dla Spraw Niemieckich, Kongregacji Soboru), a w 1574 został penitencjariuszem większym. Uzyskał w Rzymie kościół, który pod wezwaniem św. Stanisława służy jako świątynia polska w Rzymie oraz ufundował przy nim hospicjum przyjmujące pielgrzymów z Rzeczypospolitej. Zmarł 5 sierpnia 1579 w Capranice pod Rzymem; pochowany w bazylice Najświętszej Maryi Panny na Zatybrzu w Rzymie.

## Beatyfikacja
Niedługo po śmierci rozpoczęto starania o jego beatyfikację. Formalny proces został wszczęty w 1923 przez diecezję chełmińską, a następnie w 1975 przejęty przez diecezję warmińską. Rewizja teologiczna pism Hozjusza trwa od 1978, a w 2006 w Olsztynie wznowiono jego proces beatyfikacyjny i ustanowiono trybunał na szczeblu diecezjalnym.

## Upamiętnienie
Kardynał Stanisław Hozjusz jest patronem ulic w Warszawie, Olsztynie i Braniewie. Jego nazwisko nosi też Wyższe Seminarium Duchowne Metropolii Warmińskiej Hosianum.

## Kontrowersyjne poglądy Hozjusza
- Pismo św. bez autorytetu Kościoła ma rangę równą bajkom Ezopa. (O powadze Pisma św., s. 210)
- Wprawdzie apostoł Paweł nakazał, by nabożeństwa odbywały się w języku zrozumiałym dla uczestników, jednak Kościół nie jest zobowiązany tych nakazów przestrzegać, gdyż ma moc je zmieniać, stosownie do potrzeb, zaś odprawianie nabożeństw w języku zrozumiałym dla uczestników przynosi jedynie złe owoce. (Godzi li się laikom…, s. 80-83)
- Hozjusz był przeciwnikiem tłumaczenia Biblii na język polski, gdyż według niego pożyteczniejsza jest ignorancja ludu, a nie znajomość Biblii. Uważał, że język polski nie nadaje się do przełożenia Pisma św. (Godzi li się laikom…, s. 84-87)
- Wieść o masakrze protestantów w noc św. Bartłomieja w Paryżu sprawiła mu niewysłowioną rozkosz – szczególnie wieść o zamordowaniu admirała de Coligny. (The New Schaff – Herzog Encycopedia of Religious Knowledge,vol. 5c, s. 375, Baker Book House, Grand Rapids, 1954)
- Na wieść o zburzeniu w październiku 1574 kościoła, należącego do protestantów w Krakowie przez rozjuszony tłum, napisał w liście do dostojników kościelnych: Czego nie śmiał ani król, ani biskup, to zrobić ośmielili się studenci Akademii Krakowskiej, godni wiekuistej pamięci, których chwałę cały kościół sławić będzie. (J. Tazbir, Świt…).
- W wyniku jego działań 24 marca 1578 roku grupa podburzonych studentów zniszczyła szereg urządzeń drukarni Aleksego Rodeckiego oraz wiele drukowanych w niej ksiąg[5].
- Kiedy otrzymał list od biskupa Uchańskiego napisany po polsku, oburzył się, że ten ośmielił się pisać do niego w języku polskim a nie łaciną, nadmieniając lingua catholica hoc est latina[6].
- Twierdził, że msza święta nie powinna być zrozumiała dla ludu, argumentując to następująco, cyt. ten co mniej rozumie, jest zazwyczaj bardziej pobożny. Ci, którzy wszystko w kościele rozumieją, nabierają łatwo pogardy dla religii, ci, którzy niczego nie rozumieją, są pełni podziwu dla wszystkiego, co związane z Kościołem[7].

## Twórczość

### Ważniejsze utwory
- Latina carmina, Kraków 1525, drukarnia H. Wietor, przedr. (wraz z innymi młodzieńczymi wierszami z lat 1522-1536) F. Hipler, W. Zakrzewski pt. Carmina iuvenilia, w: "Stanislai Hosii… epistolae", t. 1, Kraków 1879, Acta Historica Res Gestas Poloniae Illustrantia, t. 4
- Confessio fidei catholicae christiana, Kraków 1553, drukarnia M. Szarffenberg, (tylko cz. 1); całość wyd. Moguncja 1557, drukarnia F. Behem; wyd. następne zob. Estreicher XVIII, 278-281; wyd. 2 Kolonia 1573; przekł. francuski: J. Lavardin pt. Confession catholique de la foy chrestiène, Paryż 1566, wyd. następne Paryż 1579; przekł. niemiecki: Johann von Wege pt. Confession, das ist ein christliches Bekantnuss des catholischen Glaubens, Ingolstadt 1560; J.B. Fickler pt. Confession das ist Bekantnuss des allgemeinen… Glaubens, Dilinga 1572
- Dialogus de eo, num calicem laicis, et uxores sacerdotibus permitti, ac divina officia vulgari lingua peragi fas sit, Dilinga 1558, drukarnia S. Meyer; wyd. następne: Dilinga 1559; 1560; przekł. polski pt. Rozmowa o tym, godzi li się laikom kielicha, księżej żon dopuścić i służbę Bożą językiem przyrodzonym odprawować, Kraków 1553, (Estreicher nie notuje tego utworu); przekł. niemiecki pt. Drei christliche Gespräch, Dilinga 1559; wyd. następne: 1560; pt. Kelchbüchlein. Ein christliches Gespräch, Dilinga (brak roku wydania)
- De expresso Dei verbo… libellus, Dilinga 1558, drukarnia S. Mayer; wyd. następne zob. Estreicher XVIII, 284-286; wyd. nieznane Estreicherowi: Dilinga 1560, (wiadomość podaje J. Trypućko Polonica vetera Upsaliensia, Uppsala 1958, poz. 1120); wyd. ostatnie: Antwerpia 1565; przekł. polski (według K. Mecherzyńskiego prawdopodobnie S. Reszki) pt. Księgi o jasnym a szczyrym Słowie Bożym, Kraków 1562; przekł. angielski: pt. Of the Expresse Worde of God… a… Treatyse, Lowanium 1567; przekł. czeski: B. Hostannski pt. O zřetedlném Slovu Božijm, Litomyśl 1590; przekł. francuski: Lancelot de Carle pt. De l'expresse parole de Dieu, Paryż 1560; przekł. niemiecki: J. Haller pt. Von dem… Wort Gottes… ein… Schrift, Ingolstadt 1559
- Altera excussio confederationis Varsoviensis, przekł. polski: S. Reszka pt. Konfederacjej w Warszawie r. 1753… rozbieranie, wyd. J. Czubek Pisma polityczne z czasów pierwszego bezkrólewia, Kraków 1906, s. 565-578

### Wydania zbiorowe
- Opera…, Paryż 1562, drukarnia A. Gorbinus, (wyd. zbiorowe najwcześniejsze; zawiera m.in.: Confessio fidei catholicae christiana, Dialogus de eo, num calicem laicis, et uxores sacerdotibus permitti, ac divina officia vulgari lingua peragi fas sit i De expresso Dei verbo… libellus
- Opera omnia, wyd. S. Reszka, t. 1-2, Kolonia 1584, drukarnia M. Cholinus, (tu m.in.: Confessio fidei catholicae christiana, Dialogus de eo, num calicem laicis, et uxores sacerdotibus permitti, ac divina officia vulgari lingua peragi fas sit i De expresso Dei verbo… libellus, wydanie najpełniejsze), w XVI wieku wydań zbiorowych było 16 – zob. Estreicher XVIII, 288 nn.

### Ważniejsze listy i materiały
- Listy i materiały z lat 1525-1558, z druków i rękopisów wyd. F. Hipler, W. Zakrzewski "S. Hosii… epistolae tum etiam eius orationes legationes", t. 1-2, Kraków 1879-1888, Acta Historica Res Gestas Poloniae Illustrantia, t. 4 i 9, (wyd. obejmuje korespondencję S. Hozjusza m.in. z: Albrechtem księciem pruskim, Ł. Bonamikiem, J. Dyntaszkami, S. Karnkowskim, M. Kromerem, S. Marycjusem, J. Tarnowskim, A. Zebrzydowskim, Zygmuntem Augustem; Divi Joannis Chrosystomi libellus elegans; Vita Petri Tomicki)
- Korespondencja z Jakubem Uchańskim z lat 1554-1573, wyd. T. Wierzbowski Uchańsciana, czyli zbiór dokumentów wyjaśniających życie i działalność Jakuba Uchańskiego, t. 3, Warszawa 1890
- Korespondencja z księciem pruskim Albrechtem z lat 1560-1562 oraz list do księżnej Anny i odpowiedź, wyd. E.M. Wermter "Kardinal Stanislaus Hosius, Bischof von Ermland und Herzog von Preussen. Ihr Briefwechsel über das Konzil von Trient (1560-1562)", Münster 1957, Reformationsgeschichtliche Studien u. Texte, zeszyt 82
- Korespondencja z Hieronimem Osorio z lat 1565-1578, wyd. L. Bourdon "Jerónimo Osorio et Stanislas Hosius d'après leur correspondance (1565-1578)", Boletim da Biblioteca do Universidade de Coimbra, t. 23 (1956)
- Przeszło 100 listów z lat 1571-1579 (m.in. do: Anny Jagiellonki, Katarzyny Jagiellonki, J. Zamoyskiego; od: M. Kromera, Ł. Lędzkiego), wyd. A. Grabowski Starożytności historyczne polskie, t. 2, Kraków 1840
- Do: Anny Jagiellonki, Rzym, 24 marca 1576; M. Kłodzińskiego, Rzym, 15 maja 1576; podchorążego Maciejowskiego, Rzym, 10 listopada 1576; wyd. I. Polkowski "Sprawy wojenne króla Stefana Batorego. Dyjaryjusze, relacyje, listy i akta z lat 1576-1586", Kraków 1887, Acta Historica Res Gestas Poloniae Illustrantia, t. 11
- Listy do J. Łaskiego, wyd. F. Hipler "Reliquiae Hosianae", Pastoralblatt f. d. Dioecese Ermland 1893
- 7 listów od Piotra Kostki z lat 1557-1568, ogł. T. Glemma "Piotr Kostka. Lata młodzieńcze i działalność polityczna. 1532-1595", Toruń 1959, Rocznik Towarzystwa Naukowego w Toruniu, t. 61 (1956), zeszyt 2
- Testament z roku 1569, wyd. S. Reszka w: S. Hozjusz Opera omnia, t. 2, Kolonia 1854, s. 483; inne wyd. Kolonia 1639; przekł. polski: S. Smoczyński Miesięcznik Diecezji Chełmińskiej 1936 i odb.; podobiznę rękopisu podał H. Biegeleisen Ilustrowane dzieje literatury polskiej, t. 3, Wiedeń 1901, s. 228
- List S. Reszki, Rzym, 16 sierpnia 1579, do Jana Hozjusza, brata Stanisława, dot. okoliczności śmierci kardynała, wyd. S. Reszka pt. "Epistola de transitu S. Hosii 1579" w: S. Hozjusz Opera omnia, t. 2, Kolonia 1854, s. 485-491; przekł. polski: A.S. pt. "Zgon Stanisława Hozjusza", Miesięcznik Diecezji Chełmińskiej 1936